# Google Buzz
Google Buzz fue una red social producida por Google que funcionó como añadido a Gmail. Este producto fue anunciado y lanzado el 9 de febrero de 2010. Se anunció su desaparición el 14 de octubre de 2011.

## Problemas de privacidad
Algunas acciones que Google Buzz hace por defecto han demostrado que pueden ser arriesgadas para la privacidad del usuario como la elección automática del grupo de contactos, fallo en los sistemas de anonimato de los mensajes, publicar información a veces delicada de forma pública y permitiendo que sea indexada por buscadores, entre otros; lo que ha causado varias demandas de organizaciones civiles, usuarios y Gobiernos, como el canadiense.

## Cierre
A raíz de la propuesta de Google para unificar todos los servicios posibles en su red social Google+ (que también cerraría posteriormente), la compañía anunció oficialmente el cierre de Buzz y de Jaiku el 14 de octubre de 2011. A partir del 15 de diciembre de 2011 no se podrán crear nuevas publicaciones, aunque sí se podrá acceder al contenido publicado a través del perfil de Google del usuario, o mediante un proceso de descarga desde Google Takeout. Google comunicó que realizaría el cierre definitivo el 17 de julio de 2013.